# Sukamukti (Majalaya)
Sukamukti is een bestuurslaag in het regentschap Bandung van de provincie West-Java, Indonesië. Sukamukti telt 12.733 inwoners (volkstelling 2010).